# Mohammed Al-Amoudi
Mohammed Hussein Al-Amoudi, född 1946 i Dese i Etiopien, är etiopisk-saudisk affärsman.
Mohammed Al-Amoudi växte upp i Weldiya i Etiopien som son till en etiopisk mor och en jemenitisk far. Han flyttade till Saudiarabien 1965 och har dubbelt medborgarskap. Basen för hans verksamhet är Corral Petroleum Holdings, Midroc Europe (MIDROC = Mohammed International Development Research and Organization Companies), Midroc Ethiopia Investment Group och ABV Rock Group. Han har betydande affärsintressen i Sverige, Etiopien och Marocko. 
Forbes uppskattade att hans förmögenhet i mars 2015 var över $10,8 miljarder USD. Han äger bland annat lyxjakten Queen of Sheba, som är 34 meter lång och som färdigställdes år 2006. Lyxjakten ska, enligt tidningen Affärsvärlden, ha kostat 130 miljoner kronor att bygga.

## Verksamhet i Sverige
Dagens Industri uppskattar att hans investeringar i Sverige har ett totalt marknadsvärde på 25 miljarder kronor.[källa behövs] År 1994 blev han uppmärksammad, då han köpte OK Petroleum AB, numera namnändrat till Preem. Han har även haft stora ägarposter i bland annat Peab. Han är sedan 2007 storägare i Micro Holding AB.
Al-Amoudi är huvudägare i Midroc-gruppen, som har verksamhet inom områdena fastighet, bygg, industri och miljö.

## Verksamhet i Marocko
Al-Amoudi tog i maj 1997 kontroll över petroleumbolagen Société Anonyme Marocaine de l'Industrie de Raffinage (Samir) och Socit Chrifinne de Petroles (SCP), som han slog samman 1999.